# Headless
Headless es una película estadounidense del género slasher de 2015 dirigida por Arthur Cullipher. La idea de realizar el filme nació en 2012 cuando una película del mismo nombre fue utilizada como parte importante de la historia en Found, largometraje dirigido por Scott Schirmer.  Su realización fue financiada por el proyecto Kickstarter y tuvo su estreno en festivales en 2015 en Indianápolis.

## Sinopsis
La película, ambientada en el año 1978, presenta a un asesino enmascarado que lleva a cabo una implacable serie de asesinatos, teñidos de canibalismo y necrofilia. Cuando su terrible pasado vuelve a perseguirlo, se sumerge aún más en un mar de locura y depravación, consumiendo las vidas de una joven y de sus seres queridos.

## Reparto
- Shane Beasley como el asesino

Kaden Miller como el asesino (niño)
Matt Keeley como el asesino (adolescente)
- Kelsey Carlisle como Jess Hardy
- Ellie Church como Betsy Coard
- Dave Parker como Pete Christy
- Jennifer Lee como la autoestopista

## Recepción
El portal HorrorNews.net le dio cuatro estrellas y media de cinco posibles. El crítico del sitio se refirió al filme como "la película más intensamente perturbadora que he visto desde Found (2012)". En PopHorror.com la reseña afirma: "Aunque Headless puede ir demasiado lejos para algunos espectadores, los que disfrutan de experiencias más extremas y perversas se harán un flaco favor si la dejan pasar". Richard Taylor de Severed Cinema le dio cuatro estrellas y media, refiriéndose a ella como "una de las mejores películas de terror del año", aunque asegura que "se desgasta un poco antes de las escenas finales".